# للي كرنيك
للي كامل كرنيك سركسيان تعرف عمومًا بـللي كَرنيك وأيضًا ليلى كرنيك (1939 – 19 نوفمبر 2012) شاعرة وأديبة وكاتبة فلسطينية مسيحية، ولدت ونشأت في مدينة طولكرم الفلسطينية، تعد واحدة من أبرز شاعرات فلسطين، وهي من أبرز وجوه الحركة الأدبية والثقافية في فلسطين، ومن أوائل رواد الحركة الشعرية النسوية، وهي من مؤسسي اتحاد الكتاب والأدباء الفلسطينيين، ولها مجموعة من المؤلفات الأدبية منها عدة دواوين شعرية.

## سيرتها
ولدت للي كامل كرنيك سركسيان في مدينة طولكرم بفلسطين الانتدابية سنة 1939 لعائلة فلسطينية مسيحية تعود أصول أجدادها للأصل الأرمني. تلقت تعليمها الابتدائي والإعدادي والثانوي في مدارس مدينتها طولكرم، وأنهت الثانوية في مدرسة الفرندز للبنات. حصلت على شهادة جامعية في تخصص «علم النفس» من الكلية الأهلية بالقاهرة حيث كانت دراستها في هذا الاختصاص قد استمرت لمدة عامين.
انضمت للي كرنيك إلى سلك التربية والتعليم حيث عملت مدرّسة في مجموعة من مدارس فلسطين كمدارس وكالة الغوث في دير عمار وقلنديا والجلزون. انتقلت إلى لبنان مدة ثم عادت إلى وطنها فلسطين وواصلت مهنتها في مدارس وكالة الغوث الدولية.

## حياتها الأدبية
بدأت حياتها الأدبية منذ سن مبكر وهي في الخامسة عشرة من عمرها، وتأثرت بجبران خليل جبران في كتاباتها ونصوصها الشعرية. في بداية حياتها الأدبية تأثرت بالمدرسة الرومانسية الأدبية، وبدأت بنشر قصائدها في النصف الأول من الستينات في الصحف والدوريات الأدبية الفلسطينية والعربية، كمجلة «الأفق الجديد» الفلسطينية، ومجلة «البيادر» الأدبية الفلسطينية، ومجلة «الأديب» اللبنانية.
في أعقاب الاحتلال الإسرائيلي للأراضي الفلسطينية في يونيو 1967، بدأت للي كرنيك برفقة فدوى طوقان وآخرين بإعادة تنشيط الحياة الأدبية الفلسطينية تحت الاحتلال، فعادت الكتابات الشعرية الفلسطينية تغزو الساحة مجددًا، وتبع ذلك انضمام مجموعة أخرى من الشعراء للمشهد الأدبي الفلسطيني.
في عام 1975 شاركت للي كرنيك في تأسيس مجلة "صوت الجيل" الأدبية، وأنيطت بكرنيك سكرتارية تحرير المجلة، وقد صدر العدد الأول منها في نهاية مارس 1975.
كانت كرنيك تنتمي في شعرها إلى مدرسة الشعر المنثور والنثر الشعري، وخلال حياتها كانت أحد وجوه الحركة الأدبية الفلسطينية، وأحد رموز الكتابة والشعر في الأرض الفلسطينية، وقد كان لقلمها تأثير في المشهد الثقافي الفلسطيني، وهي من مؤسسي اتحاد الكتاب والأدباء الفلسطينيين. شاركت في الفعاليات الشعرية، وهي أيضًا أحد وجوه الحركة النسوية الفلسطينية، وقد غابت عن المشهد الثقافي عقب وفاتها.

## مؤلفاتها
لها مجموعة من المؤلفات، منها:
- «على أجنحة القمر»، ديوان شعر، صدر عام 1973.[36]
- «قطرات شوق فوق رصيف العبور»، ديوان شعر، صدر عام 1978.[37][38]
- «شلال الألق»، ديوان شعر، صدر عام 1994.[39]

## وفاتها
توفيت للي كرنيك يوم الاثنين 19 نوفمبر 2012. كان قد جرى نعيها من قبل عدة شخصيات وهيئات في فلسطين، كما نعاها الأسقف العام للأنجليكان المطران سهيل دواني.

## أبرز ما قيل عنها
- قال عنها الكاتب الفلسطيني شاكر فريد حسن: «للي كرنيك شاعرة جمعت إلى موهبتها الشعرية ثقافة أدبية مكنتها من إنضاج تجربتها الشعرية وتطويع اللغة وتفجير طاقاتها الدلالية، وحملت صليبها ولم تواصل الجلجلة».[42]

- الشاعر الفلسطيني محمد حلمي الريشة مفتقدًا لها قائلًا: «أَينَ لِلي كرنيك قَطراتُ شوقٍ فوقَ رصيفِ العُبور؟».[35]

- قال الأديب الفلسطيني نبيه القاسم: «ليلى علوش، وسميرة الخطيب، وسحر خليفة، وليلي كرنيك، مبدعات أضأن الوطن بإبداعاتهن المميّزة».[43]

- في نوفمبر 2023 كتبت عنها الكاتبة السورية ميرنا أوغلانيان أمينة تحرير مجلة الموقف الأديبة وقالت عنها: «امتلكت ليلي كرنيك ثقافة موسوعية ساهمت في إثراء تجربتها الشعرية، وشكلت عمقًا لشعرها ومدىً رحبًا تجلت فيه مواقفها وانفعالاتها ومشاعرها، في لبوس من الخيال المجنح والصورة الآسرة المُبتكرة .. ينبض شعرها بالحزن الذي يختزل الهم الفلسطيني، وبالمعاناة المُنبثقة من صدق المواقف والمشاعر، وإن شابته في بعض القصائد نفحة تفاؤل بمستقبل مُشرق يحصل فيه كُل ذي حق على حقه بكرامة فوق تراب فلسطين الغالية».[44]

## روابط خارجية
- للي كرنيك على موقع أرشيف الشارخ.